# Eutrepsia neonympha
Eutrepsia neonympha là một loài bướm đêm trong họ Geometridae.